# 地幔岩
地幔岩（英語：Pyrolite）是假想中与地球上地幔的组成相同的岩石，地幔岩组成的猜测来源于理论分析。不同模型中对地幔岩成分的假设有所不同，一般认为它由1:3的拉斑玄武岩和纯橄榄岩组成。熔融这种混合物可以得到高压沸石玄武岩熔体和中压碱性玄武岩。但是这种假设由于现实中存在的稀有元素、同位素、球粒陨石丰度等因素而存在误差，并且与地幔不均匀性的证据不相容。